# Embalse de Brozas
Embalse de Brozas este o arie protejată (arie de protecție specială avifaunistică — SPA) din Spania întinsă pe o suprafață de 30,1 ha, integral pe uscat.

## Localizare
Centrul sitului Embalse de Brozas este situat la coordonatele 39°37′02″N 6°42′59″W / 39.617222°N 6.716389°V.

## Înființare
Situl Embalse de Brozas a fost declarat arie de protecție specială avifaunistică în decembrie 2004 pentru a proteja 38 de specii de animale.

## Biodiversitate
Situată în ecoregiunea mediteraneană, aria protejată nu include niciun habitat protejat.
La baza desemnării sitului se află mai multe specii protejate:
- păsări (36): fluierar de munte (Actitis hypoleucos), rață sulițar (Anas acuta), rață lingurar (Anas clypeata), rață pitică (Anas crecca), rață fluierătoare (Anas penelope), rață mare (Anas platyrhynchos), rață pestriță (Anas strepera), stârc cenușiu (Ardea cinerea), rață-cu-cap-castaniu (Aythya ferina), rața moțată (Aythya fuligula), rață roșie (Aythya nyroca), Bubulcus ibis, fugaci de țărm (Calidris alpina), fugaci mic (Calidris minuta),  prundaș gulerat mic (Charadrius dubius), prundaș gulerat mare (Charadrius hiaticula), barză albă (Ciconia ciconia), barză neagră (Ciconia nigra), egretă mică (Egretta garzetta), lișiță (Fulica atra), becațină comună (Gallinago gallinago), cocor (Grus grus), piciorong (Himantopus himantopus), pescăruș negricios (Larus fuscus), pescăruș râzător (Larus ridibundus), cormoran mare (Phalacrocorax carbo), ploier argintiu (Pluvialis squatarola), corcodel mare (Podiceps cristatus), corcodel-cu-gât-negru (Podiceps nigricollis), chiră mică (Sterna albifrons), corcodel mic (Tachybaptus ruficollis), fluierar negru (Tringa erythropus), fluierar cu picioare verzi (Tringa nebularia), fluierarul de zăvoi (Tringa ochropus), fluierarul cu picioare roșii (Tringa totanus), nagâț (Vanellus vanellus)
- mamifere (1): vidră de râu (Lutra lutra)
- reptile (1): Mauremys leprosa

Pe lângă speciile protejate, pe teritoriul sitului au mai fost identificate 5 specii de păsări, 2 specii de pești, 1 specie de reptile.